# أباجا (أرمينيا)
40°05′46″N 44°15′04″E / 40.09611°N 44.25111°E
أباجا (بالأرمنية: Ապագա)، كانت تُعرف باسم "فيرين تركمانلو" حتى عام 1935، وهي مدينة تقع في مقاطعة أرمافير بجمهورية أرمينيا.

## شخصيات بارزة
- روبن موراديان ، راقص باليه ومقدم وممثل أرمني.